# Ротенберг Борис Романович
Борис Романович Ротенберг (нар.. 3 січня 1957 року, Ленінград, Російська РФСР, СРСР) — фінський і російський підприємець, менеджер, співвласник і член ради директорів ШМД Банку («Північний морський шлях»). Віце-президент Федерації дзюдо Росії. Заслужений тренер Росії, кандидат педагогічних наук. Засновник та керівник програми розвитку російського автоспорту SMP Racing.

## Біографія
Борис Ротенберг народився 3 січня 1957 року в Ленінграді.
1968 року записався до секції самбо до Анатолія Рахліна, де вже тренувалися його старший брат Аркадій і Володимир Путін. В молодості виступав за збірну міста, був неодноразовим призером чемпіонатів СРСР та Кубків СРСР серед юнаків та молоді. В 1974 році став майстром спорту з дзюдо, в 1980-у — майстром спорту з боротьби самбо. У 1978 році закінчив Ленінградський інститут фізичної культури та спорту ім. П. Ф. Лесгафт. 1992 року став тренером професійного клубу дзюдо «Чікара» в Гельсінкі.
1998 року повернувся до Петербурга.
У 2001 році разом з братом заснував СМП Банк («Північний морський шлях»). Пізніше брати отримали контроль над частиною активів ФГУП " Росспиртпром «.
З 2001 року — генеральний директор Товариства спортивних єдиноборств „Батьківщина“.
У 2003 році зареєстрував у Москві дві фірми за однією адресою в Коломенському проїзді — „База-торг“ і „Постачання“. У 2003—2004 роках був молодшим партнером концерну в компанії „Газтагед“ (25 % через „База-торг“), через яку йшли закупівлі труб для „Газпрому“. Оборот компанії становив близько 1 млрд доларів США. У 2005 році директор з корпоративних досліджень компанії Hermitage Capital Management Вадим Клейнер у своїй доповіді назвав кілька посередників, які отримували незрозумілі пільги від „Газпрому“, зокрема, як посередник з операцій з трубами для „Газпрому“ був названий „Газтагед“. Фірма „Постачання“ в 2008 році знаходилася в процесі ліквідації, раніше володіла гірничо-алтайською компанією „Сібгазімпекс“ (на 25 %; ліквідована в 2007 році), решта 75 % компанії контролювала „Газкомплектімпекс“ (дочірнє підприємство „Газпрому“).
У 2008 році Борис разом з братом придбав 10 % акцій Новоросійського морського торговельного порту, викупив у „Газпрому“ п'ять будівельних підрозділів („Волгогаз“, „Ленспецбудгаз“, „Спецгазрембуд“, „Волгограднефтемаш“ і „Краснодаргазбуд“). корпорацію „Будгазмонтаж“.
У 2009 році депутат Держдуми Ашот Єгіазарян називав Бориса Ротенберга одним із співвласників готелю „Москва“, навколо якого розгорнулася запекла боротьба — контроль над ним намагалися встановити структури Сулеймана Керімова.
У 2009 році Ротенберги згадувалися в ролі партнерів девелоперської компанії „МСМ-5“, що виграла тендер Міноборони на будівництво 225 000 м² житла в Московській області.
На початку 2010 року підконтрольні Аркадію та Борису Ротенбергам компанії подали до Федеральної антимонопольної служби заявку на придбання трейдера „Північний європейський трубний проєкт“, великого постачальника труб „Газпрому“, який, як планувалося, повинен був постачати труби для газопроводу „Північний потік“»..
З жовтня 2010 року брати Ротенберги придбали у структур «Газпрому» 100 % акцій Відкритого акціонерного товариства «Теплоенергетична компанія Мосенерго», після чого раду директорів компанії очолив Ігор Аркадійович Ротенберг.
З 2012 року іноді виступає за свою команду в кузовних автоперегонах. У 2014 році взяв участь у добовому автомарафоні в Дейтоні.
17 липня 2013 року був призначений президентом футбольного клубу «Динамо» (Москва). Рівно за два роки оголосив про звільнення.
20 березня 2014 року Борис і Аркадій Ротенберги потрапили під дію економічних санкцій, введених президентом США Бараком Обамою через «порушення суверенітету та територіальну цілісність України». «…вони обоє побачили у діях США непряме визнання своїх заслуг перед російською державою», — повідомило «Інтерфаксу» джерело серед бізнесменів.
З січня 2018 року — міноритарний акціонер «Газпром буріння».

## Родина
Перша дружина Ірина Гаранен — фінська громадянка, генеральний директор фірми Anirina OY (Гельсінкі), керуючий директор фірми «Ніколь» (Санкт-Петербург).
Двоє синів від першого шлюбу — Роман, віце-президент з маркетингу та розвитку бізнесу хокейного клубу СКА (Санкт-Петербург) з травня 2011 року та перший віце-президент ФХР з грудня 2014 року, власник 80 % акцій маркетингового агентства «Телеспорт» (офіційного партнера РФС), до того працював в Управлінні зовнішніх комунікацій «Газпром Експорт»; та Борис- мол. (нар.. 1986) — футболіст.
Друга дружина — Карина Юріївна Ротенберг (до шлюбу Гапчук). Народилася в Санкт-Петербурзі, навчалася в англійській гімназії № 248 на проспекті Народного Ополчення. У 1993 році разом із сім'єю поїхала на постійне проживання у США. В Атланті вступила до університету, вивчала міжнародний бізнес та маркетинг, отримала MBA. Познайомилася з Борисом Ротенбергом у серпні 2008 року у 29 років, вінчання відбулося 2 серпня 2009 року у Преображенському соборі Санкт-Петербурга. Є матір'ю близнюків Дані та Софії, а також Леони. Захоплюється кіньми та допомогою бродячих собак, є главою Федерації кінного спорту Москви.
Старший брат Бориса та компаньйон Аркадій Ротенберг. У нього два сини: Ігор Аркадійович Ротенберг (нар.. 1973) — голова ради директорів ВАТ «Теплоенергетична компанія Мосенерго»", Павло Аркадійович Ротенберг (нар. 2000) — хокеїст.

## Статки
Входить до рейтингу журналу Forbes з 2010 року, займаючи 100-е місце зі статком 700 млн доларів США. У 2011 році займав 170-е місце в рейтингу «Найбагатші бізнесмени Росії», зі статком 550 млн $. У 2015 році підвищив свої позиції в рейтингу зі статком $1,5 млрд.
У рейтингу російських мільярдерів 2010 року, за даними журналу Фінанс, займає 81-е місце зі статком 930 млн доларів США.
Основні резиденції знаходяться в Москві та в Монако. За даними «Нової газети» і «Трансперенсі інтернешнл — Росія», Ротенбергу та його дружині належать квартира та вілли в США, загальною вартістю близько 4,5 млн дол., заблоковані через персональні санкції США проти Ротенберга.

## Санкції
Борис Ротенберг здійснює комерційну діяльність в галузях економіки, що забезпечує суттєве джерело доходів для уряду Росії, що ініціював військові дії та геноцид громадянського населення в Україні. Таким чином, несе відповідальність за матеріальну чи фінансову підтримку дій, які підривають чи загрожують територіальній цілісності, суверенітету та незалежності України. Борис Ротенберг та на його бізнеси накладені санційні обмеження в багатьох країнах.